# Guðjón Baldvinsson
Guðjón Baldvinsson (ur. 15 lutego 1986 w Reykjavíku) – islandzki piłkarz, środkowy napastnik, od 2012 roku piłkarz klubu Halmstads BK.

## Kariera klubowa
Guðjón rozpoczynał karierę w UMF Stjarnan. W tym klubie grał do 2007 roku. Zimą 2008 roku wykupił go Reykjavíkur.
Grał tam tylko przez jeden sezon, a następnie przeniósł się do szwedzkiego GAIS.
W pierwszym sezonie był tylko rezerwowym, zagrał 5 meczów i nie strzelił gola.

## Kariera reprezentacyjna
Guðjón grał w zespołach juniorskich Islandii. W pierwszej reprezentacji tego kraju zagrał tylko raz nie strzelając gola. Zadebiutował 22 marca 2009 roku w meczu towarzyskim przeciwko Wyspom Owczym.